# Nekrolog 2. Quartal 1912
Nekrolog
◄◄
| ◄
| 1908
| 1909
| 1910
| 1911
| 1912 | 1913 | 1914 | 1915 | 1916 | ► | ►►
1. Quartal |
2. Quartal |
3. Quartal |
4. Quartal 1912
Weitere Ereignisse | Allgemeiner Nekrolog 1912
Die Beschreibung der verstorbenen Person sollte so kurz wie möglich gehalten sein und nur deren signifikante Tätigkeit(en) enthalten.
Neue Namen ggf. auch unter dem Geburts- und Sterbedatum, also etwa unter 1. Januar und im Geburts- und Sterbejahr (2024) eintragen (nur bei entsprechender großer Wichtigkeit). Für Beispiele siehe die schon vorhandenen Artikel.
Außerdem über die fünf zuletzt Verstorbenen, zu denen es einen ausreichend guten Artikel für eine Präsentation auf der Hauptseite gibt, nach der todesbedingten Überarbeitung der Artikel ggf. auch unter Wikipedia Diskussion:Hauptseite informieren und sie am besten auch in den anderen Wikipedia-Sprachversionen eintragen. Tipp: Regelmäßig bei news.google.de nach „ist tot“, „gestorben“ oder „verstorben“ suchen.
Wenn eine Person gestorben ist, gibt es viele Seiten zu dieser Person in der Wikipedia, die davon auch betroffen sind und entsprechend aktualisiert werden müssen. Beispiele: Namenübersichtsseite, Geburtsjahr, Geburtsort-Seiten und viele mehr.
Wie finde ich die betroffenen Seiten?
Im Suchfeld auf der linken Seite gibt man den Suchbegriff so ein: „Vorname Nachname“. Dann klickt man auf Volltext und alle Seiten mit entsprechendem Suchtext werden aufgerufen. Hier sieht man dann schnell, wo auch das Todesjahr Sinn macht oder sogar ein Teil des Artikels angepasst werden muss. Auch hilft das „Werkzeug“ auf der linken Seite sehr gut, um solche Seiten aufzufinden: „Links auf diese Seite“. Somit ist die Wikipedia wieder aktuell in allen Bereichen! Hinweis: bei Eintragung der Kategorie „Gestorben JAHR“ wird der Missbrauchsfilter 49 ausgelöst, was jedoch nicht schlimm ist. Siehe: Spezial:Missbrauchsfilter/49
Dies ist eine Liste von im zweiten Quartal 1912 verstorbenen bekannten Persönlichkeiten. Die Einträge erfolgen innerhalb der einzelnen Daten alphabetisch sortiert. Tiere sind im Nekrolog für Tiere zu finden.

## April
| Tag       | Name                                      | Beruf, bekannt als                                                                                               | Alter | Beleg |
| --------- | ----------------------------------------- | --- | ----- | ----- |
| 1. April  | Hermann Brodbeck                          | deutscher Gastwirt und Politiker, MdR                                                                            | 62    |       |
| 1. April  | Paul Brousse                              | sozialistischer französischer Politiker und als Hauptfigur der Possibilisten                                     | 68    |       |
| 1. April  | Max Pichler                               | Opernsänger (Tenor) und Gesangspädagoge                                                                          | 51    |       |
| 1. April  | Franz Rezek                               | österreichischer Militärkapellmeister und Komponist                                                              | 65    |       |
| 2. April  | Ishimoto Shinroku                         | General der kaiserlich japanischen Armee und japanischer Heeresminister                                          | 58    |       |
| 2. April  | Auguste von Müller                        | deutsche Opernsängerin                                                                                           | 64    |       |
| 3. April  | Charles H. Prince                         | US-amerikanischer Politiker                                                                                      | 74    |       |
| 3. April  | Isaac Hirschland                          | deutscher Bankier, Kommunalpolitiker                                                                             | 67    |       |
| 4. April  | Charles Brantley Aycock                   | US-amerikanischer Politiker                                                                                      | 52    |       |
| 4. April  | Knut Ekvall                               | schwedischer Maler                                                                                               | 69    |       |
| 4. April  | Hans Euen                                 | deutscher Gutsbesitzer und Politiker, MdR                                                                        | 54    |       |
| 4. April  | Oskar Ludwig Kummer                       | deutscher Ingenieur und Unternehmer                                                                              | 63    |       |
| 5. April  | Ludwig von Staudy                         | deutscher Polizeipräsident, Rittergutsbesitzer und Politiker, MdR                                                | 77    |       |
| 6. April  | Josef Aichbichler                         | deutscher Politiker (Patrioten, Zentrum), MdR                                                                    | 66    |       |
| 6. April  | Richard Frommel                           | Gynäkologe und Direktor der Universitäts-Frauenklinik Erlangen                                                   | 57    |       |
| 6. April  | Adolf Kürle                               | deutscher Bildhauer                                                                                              | 47    |       |
| 6. April  | Giovanni Pascoli                          | italienischer Dichter                                                                                            | 56    |       |
| 6. April  | Ludwig zu Sayn-Wittgenstein-Hohenstein    | deutscher Fürst                                                                                                  | 80    |       |
| 7. April  | Bernhard Friedrich von Krosigk            | Fideikommissherr auf Merbitz, königlich-preußischer Generalmajor und Mitglied des preußischen Abgeordnetenhauses | 74    |       |
| 7. April  | Abbott Lawrence Rotch                     | US-amerikanischer Meteorologe                                                                                    | 51    |       |
| 7. April  | Maria Wellauer                            | Mitbegründerin der Ordensgemeinschaft der Kanisiusschwestern in Freiburg im Üechtland (Schweiz)                  | 36    |       |
| 8. April  | Mykola Pymonenko                          | ukrainischer Maler                                                                                               | 50    |       |
| 9. April  | Gottfried Strasser                        | Schweizer Pfarrer und Dichter                                                                                    | 58    |       |
| 10. April | Ernst Christian Achelis                   | evangelischer Theologe                                                                                           | 74    |       |
| 10. April | Adalbert zu Dohna-Lauck                   | deutscher Verwaltungs- und Hofbeamter                                                                            | 63    |       |
| 10. April | Alfred Eckbrecht von Dürckheim-Montmartin | deutscher Offizier                                                                                               | 61    |       |
| 10. April | Friedrich Lüttich                         | deutscher Landwirt und Politiker (FVg), MdR                                                                      | 62    |       |
| 10. April | Gabriel Monod                             | französischer Historiker und Mediävist                                                                           | 68    |       |
| 11. April | Wera Konstantinowna Romanowa              | russische Großfürstin, verheiratet mit Eugen, Herzog von Württemberg                                             | 58    |       |
| 11. April | Jakob Sket                                | slowenischer Schriftsteller und Pädagoge sowie Herausgeber                                                       | 59    |       |
| 11. April | Wilhelm Wicke                             | deutscher Ingenieur, Verleger, Buchhändler und Fotograf                                                          | 74    |       |
| 12. April | Clara Barton                              | US-amerikanische Krankenschwester, Lehrerin und Philanthropin                                                    | 90    |       |
| 12. April | Ernest Duchesne                           | französischer Arzt, Mitentdecker der Antibiose                                                                   | 37    |       |
| 12. April | Frederick Dent Grant                      | US-amerikanischer Polizist, Soldat und Gesandter                                                                 | 61    |       |
| 12. April | Albert Pieczonka                          | Pianist, Komponist und Musikpädagoge ostpreußischer Herkunft                                                     | 84    |       |
| 13. April | Henry Bacon                               | US-amerikanischer Maler                                                                                          |       |       |
| 13. April | Henri Brisson                             | französischer Politiker und zweimaliger Premierminister von Frankreich                                           | 76    |       |
| 13. April | Ishikawa Takuboku                         | japanischer Dichter und Literaturkritiker der Meiji-Zeit                                                         | 26    |       |
| 14. April | Richard Kuder                             | deutscher Architekt                                                                                              | 59    |       |
| 14. April | Alfred Přibram                            | österreichischer Internist                                                                                       | 70    |       |
| 14. April | Paul Otto Steinbrück                      | deutscher Kunsthandwerker und Bildhauer                                                                          | 73    |       |
| 15. April | Thomas Andrews                            | irischer Schiffsarchitekt                                                                                        | 39    |       |
| 15. April | John Jacob Astor IV                       | US-amerikanischer Geschäftsmann, Erfinder und Schriftsteller                                                     | 47    |       |
| 15. April | Archibald Butt                            | US-amerikanischer Militärberater                                                                                 | 46    |       |
| 15. April | Walter Douglas                            | US-amerikanischer Unternehmer und Industrieller                                                                  | 50    |       |
| 15. April | Elisabeth von Droste zu Hülshoff          | deutsche Schriftstellerin                                                                                        | 66    |       |
| 15. April | Edith Corse Evans                         | US-amerikanische Society-Angehörige und Titanic-Opfer                                                            | 36    |       |
| 15. April | Annie Clemmer Funk                        | US-amerikanische Missionarin und Todesopfer der Titanic                                                          | 38    |       |
| 15. April | Carl Funke                                | deutscher Unternehmer                                                                                            | 56    |       |
| 15. April | Jacques Futrelle                          | US-amerikanischer Schriftsteller                                                                                 | 37    |       |
| 15. April | Benjamin Guggenheim                       | US-amerikanischer Geschäftsmann                                                                                  | 46    |       |
| 15. April | Henry Harris                              | US-amerikanischer Theaterproduzent und -manager                                                                  | 45    |       |
| 15. April | Wallace Hartley                           | Musiker auf der Titanic                                                                                          | 33    |       |
| 15. April | Charles M. Hays                           | US-amerikanischer Eisenbahnunternehmer                                                                           | 55    |       |
| 15. April | Francis Davis Millet                      | US-amerikanischer Maler und Autor                                                                                | 65    |       |
| 15. April | James P. Moody                            | 6. Offizier der Titanic                                                                                          | 24    |       |
| 15. April | William M. Murdoch                        | Erster Offizier der Titanic                                                                                      | 39    |       |
| 15. April | Joseph Peruschitz                         | deutscher Benediktinerpater                                                                                      | 41    |       |
| 15. April | Jack Phillips                             | Funkoffizier auf der Titanic                                                                                     | 25    |       |
| 15. April | Johan Reuchlin                            | niederländischer Reedereidirektor                                                                                | 37    |       |
| 15. April | Arthur Ryerson                            | US-amerikanischer Anwalt und Stahlfabrikant                                                                      | 61    |       |
| 15. April | Edward John Smith                         | britischer Schiffskapitän (Titanic)                                                                              | 62    |       |
| 15. April | William T. Stead                          | britischer Journalist und Redakteur                                                                              | 62    |       |
| 15. April | Isidor Straus                             | US-amerikanischer Geschäftsmann und Politiker                                                                    | 67    |       |
| 15. April | John B. Thayer                            | US-amerikanischer Cricketspieler                                                                                 | 49    |       |
| 15. April | George Wick                               | US-amerikanischer Industrieller                                                                                  | 57    |       |
| 15. April | George Dunton Widener                     | US-amerikanischer Geschäftsmann und Erbe                                                                         | 50    |       |
| 15. April | Harry Widener                             | US-amerikanischer Student und Buchsammler                                                                        | 27    |       |
| 15. April | Henry T. Wilde                            | britischer Marineoffizier                                                                                        | 39    |       |
| 16. April | Louis Ellmenreich                         | deutscher Schauspieler, Regisseur und Theaterdirektor                                                            | 72    |       |
| 16. April | Donat Fer                                 | Schweizer Politiker (liberal/radikal) und Uhrenfabrikant                                                         | 76    |       |
| 16. April | Alfred Horn                               | deutscher evangelisch-lutherischer Geistlicher und Heimatforscher                                                | 64    |       |
| 16. April | Thomas G. Lawson                          | US-amerikanischer Politiker                                                                                      | 76    |       |
| 16. April | Henry F. Thomas                           | US-amerikanischer Politiker                                                                                      | 68    |       |
| 17. April | Robert Böker                              | deutscher Kaufmann und Kommunalpolitiker                                                                         | 68    |       |
| 18. April | George Franklin Huff                      | US-amerikanischer Politiker                                                                                      | 69    |       |
| 18. April | Walter Clopton Wingfield                  | Erfinder des Rasentennis                                                                                         | 78    |       |
| 18. April | Samuel Zeller                             | Missionar und Anstaltsleiter                                                                                     | 78    |       |
| 19. April | Gustav Behrendt                           | deutscher Verwaltungsjurist, Präsident der Eisenbahndirektion in Berlin                                          | 53    |       |
| 19. April | Hugo Sholto Oskar Georg von Douglas       | deutscher Industrieller                                                                                          | 75    |       |
| 19. April | Patricio Escobar                          | paraguayischer Politiker                                                                                         | 69    |       |
| 19. April | William McAleer                           | US-amerikanischer Politiker                                                                                      | 74    |       |
| 19. April | Berthold van Muyden                       | Schweizer Politiker                                                                                              | 59    |       |
| 20. April | Djóni í Geil                              | färöischer Politiker                                                                                             | 62    |       |
| 20. April | Pedro Lira                                | chilenischer Maler                                                                                               | 66    |       |
| 20. April | Marian Sarah Ogilvie Farquharson          | britische Botanikerin                                                                                            | 65    |       |
| 20. April | Friedrich von Schenck                     | Unternehmer | 61    |       |
| 20. April | Bram Stoker                               | irischer Schriftsteller                                                                                          | 64    |       |
| 21. April | Siri von Essen                            | finnlandschwedische Schauspielerin                                                                               | 61    |       |
| 21. April | Felix Benedict Herzog                     | US-amerikanischer Fotograf und Ingenieur                                                                         | 52    |       |
| 21. April | Willoughby Wallace Hooper                 | englischer Militärfotograf                                                                                       | ≈75   |       |
| 21. April | Christoph Siebe                           | deutscher Bildhauer und Maler                                                                                    | 62    |       |
| 21. April | Yung Wing                                 | chinesischer Diplomat                                                                                            | 83    |       |
| 22. April | Johann Jakob Bösch                        | Schweizer Unternehmer und Politiker                                                                              | 62    |       |
| 22. April | Wilhelm Krasnapolsky                      | deutscher Schneider, Unternehmer und Hotelier                                                                    | 77    |       |
| 23. April | Friedrich Philipp von Abert               | römisch-katholischer Erzbischof von Bamberg                                                                      | 59    |       |
| 23. April | Hermann Duddenhausen                      | deutscher Verwaltungsjurist und Ministerialbeamter                                                               | 86    |       |
| 23. April | Friedrich Fittica                         | Chemiker | 62    |       |
| 23. April | Theodor Gies                              | deutscher Chirurg                                                                                                | 66    |       |
| 23. April | Rein Miedema                              | niederländischer Maler                                                                                           | 76    |       |
| 23. April | Alphonse Trémeau de Rochebrune            | französischer Malakologe, Zoologe und Botaniker                                                                  | 78    |       |
| 24. April | Samuel Bourne                             | englischer Fotograf                                                                                              | 77    |       |
| 25. April | Wacław Rolicz-Lieder                      | polnischer Lyriker der Epoche des Symbolismus                                                                    | 45    |       |
| 26. April | Johann Moritz von dem Busch               | deutscher Jurist                                                                                                 | 93    |       |
| 26. April | Michael Flürscheim                        | deutscher Industrieller und Ökonom                                                                               | 68    |       |
| 26. April | Hermann Zabel                             | deutscher Botaniker                                                                                              | 79    |       |
| 27. April | Paul Hegelmaier                           | Oberbürgermeister Heilbronns (1884–1904), Staatsanwalt, Stadtplaner, MdR                                         | 64    |       |
| 28. April | Georg von Alten                           | preußischer Generalleutnant, Militärhistoriker                                                                   | 66    |       |
| 28. April | Jules Bonnot                              | französischer Anarchist                                                                                          | 35    |       |
| 28. April | Johann Rudolf Rahn                        | Vater der schweizerischen Kunstgeschichte                                                                        | 71    |       |
| 28. April | Otto Stichling                            | deutscher Bildhauer                                                                                              | 46    |       |
| 29. April | Subh-e Azal                               | persischer Führer der Babisten und Azali                                                                         |       |       |
| 29. April | Henri Bouckaert                           | französischer Ruderer                                                                                            | 41    |       |
| 30. April | Cäcilie von Brockdorff                    | deutsche Malerin und Herausgeberin                                                                               | 74    |       |
| 30. April | Valentin Bühler                           | Schweizer Jurist und Lexikograph                                                                                 | 77    |       |
| 30. April | František Kmoch                           | tschechischer Komponist und Dirigent                                                                             | 63    |       |
| 30. April | Henry Sweet                               | britischer Philologe und Mitbegründer der modernen Phonetik                                                      | 66    |       |
| 30. April | John Taylor                               | englischer Architekt                                                                                             | 78    |       |

## Mai
| Tag     | Name                                    | Beruf, bekannt als                                                                | Alter | Beleg |
| ------- | --------------------------------------- | --------------------------------------------------------------------------------- | ----- | ----- |
| 1. Mai  | Thomas Cleland Dawson                   | US-amerikanischer Jurist und Diplomat                                             | 46    |       |
| 1. Mai  | Oskar von Hoffmann                      | deutscher Bankier und Übersetzer                                                  | 79    |       |
| 1. Mai  | Franz Sales Schwarz                     | österreichischer Priester und Religionslehrer                                     | 62    |       |
| 2. Mai  | Johann Burger                           | Schweizer Kupferstecher                                                           | 82    |       |
| 2. Mai  | Nicholas N. Cox                         | US-amerikanischer Politiker                                                       | 75    |       |
| 2. Mai  | Homer Davenport                         | US-amerikanischer Zeichner und Karikaturist und Pferdezüchter                     | 45    |       |
| 3. Mai  | Rudolf von Bennigsen                    | deutscher Kolonialbeamter                                                         | 52    |       |
| 3. Mai  | August Joseph von Bönninghausen         | deutscher Arzt und Politiker                                                      | 70    |       |
| 3. Mai  | Edwin Bormann                           | deutscher Schriftsteller                                                          | 61    |       |
| 3. Mai  | Eugène de Weck                          | Schweizer Landschaftsmaler, Zeichenlehrer und Restaurator                         | 40    |       |
| 4. Mai  | William E. Gaines                       | US-amerikanischer Politiker                                                       | 67    |       |
| 4. Mai  | Vinzenz Maria Gredler                   | österreichischer Franziskaner und Naturforscher                                   | 88    |       |
| 4. Mai  | Henry Oppenheim                         | deutscher Bankier                                                                 |       |       |
| 4. Mai  | Nettie Stevens                          | US-amerikanische Genetikerin                                                      | 50    |       |
| 4. Mai  | Karl Zeitz                              | deutscher Brauereibesitzer und Politiker (NLP), MdR                               | 67    |       |
| 5. Mai  | Georg Heinrich Claussen                 | Kaufmann und Direktor der Sparkasse in Bremen                                     | 83    |       |
| 5. Mai  | Rafael Pombo                            | kolumbianischer Schriftsteller und Diplomat                                       | 78    |       |
| 6. Mai  | Fanny Birkenruth                        | Privatière                                                                        | 71    |       |
| 6. Mai  | Heinrich Klug                           | Bürgermeister von Lübeck                                                          | 74    |       |
| 9. Mai  | Émile Duployé                           | Erfinder eines französischen Stenografiesystems                                   | 78    |       |
| 9. Mai  | Karl von der Mühll                      | Schweizer Mathematiker und Physiker                                               | 70    |       |
| 9. Mai  | Gabriel Schachinger                     | deutscher Maler                                                                   | 62    |       |
| 10. Mai | Eugen Wolf                              | deutscher Journalist und Forschungsreisender                                      | 62    |       |
| 11. Mai | Ferdinand Allmann                       | Landtagsabgeordneter Großherzogtum Hessen                                         | 83    |       |
| 11. Mai | Ludwig Bach                             | deutscher Augenarzt und Hochschullehrer                                           | 46    |       |
| 11. Mai | Heinrich Beißwanger                     | württembergischer Landtagsabgeordneter                                            | 44    |       |
| 11. Mai | Woldemar Born                           | deutscher Kommunalpolitiker und Parlamentarier                                    | 77    |       |
| 11. Mai | Augustinus Gockel                       | Weihbischof in Paderborn                                                          | 82    |       |
| 11. Mai | John J. Hemphill                        | US-amerikanischer Politiker                                                       | 62    |       |
| 11. Mai | Fritz Keßler                            | deutscher Turner und Turnfunktionär                                               | 57    |       |
| 12. Mai | Henri Peslier                           | französischer Wasserballspieler                                                   | 32    |       |
| 12. Mai | Viktor von Sandberger                   | deutscher Theologe                                                                | 77    |       |
| 13. Mai | Sophus Jacobsen                         | norwegischer Maler                                                                | 78    |       |
| 13. Mai | Laurenz Mayer                           | Titularbischof, Wiener Hofburgpfarrer und Vertrauter von Kaiser Franz Joseph I.   | 83    |       |
| 13. Mai | Johannes Suter                          | Schweizer Politiker (FDP)                                                         | 64    |       |
| 13. Mai | Paul Wachler                            | Generaldirektor in der Montanindustrie, Bankier                                   | 78    |       |
| 14. Mai | Anton von Donimirski                    | deutscher Jurist, Bankier und Politiker, MdR                                      | 65    |       |
| 14. Mai | Friedrich VIII.                         | dänischer König Friedrich VIII. (1906–1912)                                       | 68    |       |
| 14. Mai | David von Gutmann                       | österreichischer Unternehmer                                                      | 77    |       |
| 14. Mai | Nélie Jacquemart                        | französische Malerin                                                              | 70    |       |
| 14. Mai | Raoul Richter                           | deutscher Philosoph und Hochschullehrer                                           | 41    |       |
| 14. Mai | August Strindberg                       | schwedischer Schriftsteller und Dramatiker                                        | 63    |       |
| 15. Mai | Thomas Kinney                           | US-amerikanischer Gangsterboss                                                    | 44    |       |
| 16. Mai | Samuel Baeck                            | Rabbiner und Historiker                                                           | 78    |       |
| 16. Mai | Caspar Berens                           | deutscher katholischer Geistlicher, Schriftsteller                                | 76    |       |
| 16. Mai | Georg de Beauharnais                    | Herzog von Leuchtenberg; Fürst Romanowsky                                         | 60    |       |
| 16. Mai | Arthur von Klüchtzner                   | deutsch-baltischer Gutsbesitzer und Politiker                                     | 69    |       |
| 16. Mai | Édouard Millaud                         | französischer Politiker                                                           | 77    |       |
| 16. Mai | Jacobus Johannes van Thiel              | alt-katholischer Bischof von Haarlem                                              | 69    |       |
| 16. Mai | Paul Adolphe Tièche                     | Schweizer Architekt und Politiker                                                 | 74    |       |
| 17. Mai | Konrad Gaedeke                          | deutscher Bankier und Industrieller                                               | 68    |       |
| 18. Mai | Philipp Helmer                          | deutscher Künstler                                                                | 65    |       |
| 18. Mai | Ferdinand von Herff                     | deutsch-amerikanischer Arzt und erster Chirurg in Texas                           | 91    |       |
| 18. Mai | James D. Porter junior                  | US-amerikanischer Politiker                                                       | 84    |       |
| 18. Mai | Marie von Schleinitz                    | Berliner Salonnière                                                               | 70    |       |
| 18. Mai | Eduard Strasburger                      | deutscher Botaniker                                                               | 68    |       |
| 19. Mai | Anna Helene Bolte                       | deutsche Kinderschriftstellerin                                                   | 59    |       |
| 19. Mai | Leonardo Castellanos y Castellanos      | mexikanischer Geistlicher, Bischof von Tabasco                                    | 49    |       |
| 19. Mai | Ernst Elfeld                            | Urbild des Bendix Grünlich in Thomas Manns Buddenbrooks                           | 82    |       |
| 19. Mai | Alphonse Hasselmans                     | französischer Harfenist, Komponist und Pädagoge                                   | 67    |       |
| 19. Mai | Marcelino Menéndez y Pelayo             | spanischer Historiker                                                             | 55    |       |
| 19. Mai | Bolesław Prus                           | polnischer Schriftsteller und Publizist                                           | 64    |       |
| 19. Mai | Yeprem Khan                             | Führungspersönlichkeit der konstitutionellen Bewegung und Polizeichef von Teheran |       |       |
| 20. Mai | Georg Wilhelm von Braunschweig-Lüneburg | deutscher Prinz und Offizier                                                      | 31    |       |
| 20. Mai | Louis Hasselriis                        | dänischer Bildhauer                                                               | 68    |       |
| 20. Mai | Arcangelo Tadini                        | italienischer Priester, Ordensgründer und Heiliger                                | 65    |       |
| 21. Mai | Johann Santner                          | österreichischer Alpinist und Erstbesteiger der nach ihm benannten Santnerspitze  | 72    |       |
| 21. Mai | Julius Wernher                          | deutscher Diamantenhändler und Kunstsammler                                       | 62    |       |
| 22. Mai | Carl Bender                             | deutscher evangelischer Theologe                                                  | 74    |       |
| 22. Mai | Joseph Berres                           | österreichischer Offizier und Maler                                               | 90    |       |
| 22. Mai | Ormond Mitchell Lissak                  | US-amerikanischer Erfinder und Waffentechniker                                    | 51    |       |
| 22. Mai | Nikolai von der Osten-Sacken            | russischer Diplomat                                                               | 81    |       |
| 23. Mai | Karl Firzlaff                           | deutscher Zimmermeister und Politiker, MdR                                        | 66    |       |
| 23. Mai | Maximilian Halder                       | bayerischer Generalmajor und Kommandant von Germersheim                           | 59    |       |
| 23. Mai | Martin Peltasohn                        | deutscher Jurist, MdPrA und Politiker                                             | 62    |       |
| 24. Mai | Charles Edward Coffin                   | US-amerikanischer Politiker                                                       | 70    |       |
| 24. Mai | Julius Seitz                            | deutscher Bildhauer                                                               | 64    |       |
| 24. Mai | Alexander Stewart                       | US-amerikanischer Politiker                                                       | 82    |       |
| 24. Mai | Heinrich Friedrich Weber                | Schweizer Physiker                                                                | 68    |       |
| 25. Mai | Austin Lane Crothers                    | US-amerikanischer Politiker                                                       | 52    |       |
| 25. Mai | Leopold Müller                          | deutscher Bariton und Theaterintendant                                            | 63    |       |
| 26. Mai | Amalie in Bayern                        | Herzogin in Bayern, Herzogin von Urach                                            | 46    |       |
| 26. Mai | Reinhold Bergell                        | deutscher Pianist und Komponist                                                   | 70    |       |
| 26. Mai | Jan Blockx                              | belgischer Komponist                                                              | 61    |       |
| 26. Mai | Bernardino Caballero                    | paraguayischer General und Politiker                                              | 73    |       |
| 26. Mai | James F. Izlar                          | US-amerikanischer Politiker                                                       | 79    |       |
| 26. Mai | Eduardo López de Romaña                 | peruanischer Politiker, Präsident von Peru (1899–1903)                            | 65    |       |
| 26. Mai | John Jamison Pearce                     | US-amerikanischer Politiker                                                       | 86    |       |
| 26. Mai | Hilmar Schmidt von Schmidtseck          | deutscher Verwaltungsbeamter                                                      | 49    |       |
| 27. Mai | Pauline von Königsegg                   | österreichische Hofdame                                                           | 82    |       |
| 27. Mai | Alfred Moschkau                         | deutscher Philatelist                                                             | 64    |       |
| 27. Mai | Arthur von der Osten-Sacken             | deutsch-baltischer Gutsbesitzer und Politiker                                     | 68    |       |
| 28. Mai | Paul Émile Lecoq de Boisbaudran         | französischer Chemiker                                                            | 74    |       |
| 28. Mai | Oskar Merkel                            | deutscher Industrieller                                                           | 75    |       |
| 29. Mai | Octavian von Collalto und San Salvatore | lombardischer Grundbesitzer und K.u.k. Hofbeamter                                 | 70    |       |
| 29. Mai | Johann Max Hinterwaldner                | österreichischer Pädagoge                                                         | 67    |       |
| 29. Mai | John Wesley Hoyt                        | US-amerikanischer Politiker                                                       |       |       |
| 29. Mai | Peter Wegmann                           | deutscher Unternehmer                                                             | 69    |       |
| 30. Mai | Henry Moore Baker                       | US-amerikanischer Politiker                                                       | 71    |       |
| 30. Mai | Kurt Merbach                            | deutscher Hüttenmann und Politiker, MdR                                           | 73    |       |
| 30. Mai | Wilbur Wright                           | US-amerikanischer Flugpionier und Flugzeugbauer                                   | 45    |       |
| 31. Mai | Franz Sales Bauer                       | österreichischer Priestermönch und Abt des Zisterzienserstiftes Rein              | 63    |       |
| 31. Mai | Wilhelm Blasius                         | deutscher Ornithologe                                                             | 66    |       |
| 31. Mai | Eugen Krebs                             | deutscher Bankier                                                                 | 64    |       |

## Juni
| Tag      | Name                             | Beruf, bekannt als | Alter | Beleg |
| -------- | -------------------------------- | --- | ----- | ----- |
| 1. Juni  | Daniel Burnham                   | US-amerikanischer Stadtplaner und Architekt | 65    |       |
| 2. Juni  | Wolfram von Rotenhan             | deutscher Diplomat | 67    |       |
| 3. Juni  | Julius Adolph de Lagnel          | General der Konföderierten Staaten von Amerika im Amerikanischen Bürgerkrieg                                                                      | 84    |       |
| 3. Juni  | Konstantin Sebastian von Neurath | deutscher Jurist, württembergischer Kammerherr und Politiker, MdR                                                                                 | 65    |       |
| 3. Juni  | John Sheepshanks                 | britischer Geistlicher, Bischof von Norwich | 78    |       |
| 4. Juni  | Alphonse Desjardins              | kanadischer Politiker | 71    |       |
| 4. Juni  | Elbert H. Hubbard                | US-amerikanischer Politiker | 62    |       |
| 4. Juni  | Uso Seifert                      | deutscher Organist, Kantor und Komponist | 60    |       |
| 4. Juni  | Royal C. Taft                    | US-amerikanischer Politiker | 89    |       |
| 5. Juni  | Ludwig Ganglbauer                | österreichischer Koleopterologe | 55    |       |
| 5. Juni  | Clarence C. Gilhams              | US-amerikanischer Politiker | 52    |       |
| 5. Juni  | Francis James Gillen             | australischer Anthropologe und Ethnologe | 56    |       |
| 5. Juni  | George S. Nixon                  | US-amerikanischer Politiker | 52    |       |
| 6. Juni  | Alexander Carmichael             | schottischer Autor und Volkskundler | 79    |       |
| 6. Juni  | Jacques Legrand                  | französischer Philatelist | 91    |       |
| 6. Juni  | Giulio Ricordi                   | italienischer Musikverleger und Komponist | 71    |       |
| 7. Juni  | Albert Welti                     | Schweizer Maler und Radierer | 50    |       |
| 7. Juni  | Gustav von Zangen                | deutscher Verwaltungsjurist | 73    |       |
| 8. Juni  | Johann Gustav Hermes             | deutscher Mathematiker | 65    |       |
| 8. Juni  | Robert A. Maxwell                | US-amerikanischer Politiker |       |       |
| 9. Juni  | Benjamin P. Lamberton            | US-amerikanischer Konteradmiral | 68    |       |
| 9. Juni  | Natalie von Rümelin-Oesterlen    | deutsche Frauenrechtlerin, Schriftstellerin und Übersetzerin                                                                                      | 58    |       |
| 9. Juni  | Paul Westerweller von Anthoni    | hessischer General und Hofmarschal | 84    |       |
| 10. Juni | Anton Aškerc                     | slowenischer Dichter und katholischer Priester | 56    |       |
| 10. Juni | Hermann von Erffa                | thüringischer Gutsbesitzer, landwirtschaftlicher Interessenvertreter und Politiker (kons.), Präsidenten des preußischen Abgeordnetenhauses (1912) | 66    |       |
| 10. Juni | Johann Král                      | böhmischer Viola-Spieler | 89    |       |
| 10. Juni | Nikolai Platonowitsch Sarubajew  | kaiserlich-russischer General |       |       |
| 10. Juni | Pentscho Slawejkow               | bulgarischer Dichter | 46    |       |
| 11. Juni | Léon Dierx                       | französischer Schriftsteller | 73    |       |
| 11. Juni | John Haniel                      | Landrat, Unternehmer, Abgeordneter | 63    |       |
| 11. Juni | Arthur Lutteroth                 | deutscher Bankier, Versicherungskaufmann und Politiker, MdHB                                                                                      | 65    |       |
| 11. Juni | Robert C. Wickliffe              | US-amerikanischer Politiker | 38    |       |
| 11. Juni | Ferdinand Zirkel                 | deutscher Geologe | 74    |       |
| 12. Juni | Hans von Bodenhausen-Degener     | deutscher Rittergutsbesitzer, MdHH | 72    |       |
| 12. Juni | Karl-Georg Emil Heubel           | deutschbaltischer Pharmakologe und Hochschullehrer                                                                                                | 73    |       |
| 12. Juni | Maximilian Jagielski             | deutscher Architekt | 36    |       |
| 12. Juni | Frédéric Passy                   | französischer Parlamentarier und Humanist | 90    |       |
| 12. Juni | Zikmund Winter                   | tschechischer Schriftsteller und Historiker | 65    |       |
| 15. Juni | William Watson Goodwin           | US-amerikanischer Klassischer Philologe | 81    |       |
| 15. Juni | August Saarbach                  | Weinhändler | 57    |       |
| 15. Juni | Ernst Schulze                    | deutscher Chemiker | 71    |       |
| 16. Juni | José Arechavaleta y Balpardo     | spanischer Botaniker | 73    |       |
| 16. Juni | Eli Janney                       | US-amerikanischer Erfinder | 80    |       |
| 16. Juni | Karl Wessel                      | deutscher Unternehmer und Politiker (NLP), MdR | 69    |       |
| 17. Juni | Hanuš Schwaiger                  | tschechischer Maler, Graphiker und Pädagoge | 57    |       |
| 18. Juni | Floris Osmond                    | französischer Wissenschaftler und Ingenieur | 63    |       |
| 19. Juni | Hugo Baar                        | Maler | 39    |       |
| 20. Juni | Emanuel van Beever               | niederländischer Maler | 36    |       |
| 20. Juni | Edward S. Bragg                  | US-amerikanischer Politiker | 85    |       |
| 20. Juni | Voltairine de Cleyre             | US-amerikanische Anarchistin und Autorin | 45    |       |
| 20. Juni | Marijan Marković                 | Bischof von Banja Luka | 71    |       |
| 21. Juni | Adam M. Byrd                     | US-amerikanischer Politiker | 52    |       |
| 21. Juni | Julius Kruchen                   | deutscher Landschaftsmaler | 66    |       |
| 22. Juni | Richard Andree                   | deutscher Geograph und Ethnograph | 77    |       |
| 22. Juni | John Logan Campbell              | schottisch-neuseeländischer Arzt, Händler, Unternehmer, Politiker und Mitbegründer der Auckland Savings Bank                                      | 94    |       |
| 22. Juni | Ion Luca Caragiale               | rumänischer Schriftsteller | 60    |       |
| 22. Juni | Henry B. Cleaves                 | US-amerikanischer Politiker | 72    |       |
| 22. Juni | Fritz Pontini                    | österreichischer Radierer und Maler | 38    |       |
| 22. Juni | Robert Walter Campbell Shelford  | britischer Naturforscher und Enthomologe | 39    |       |
| 23. Juni | David M. De Witt                 | US-amerikanischer Jurist und Politiker | 74    |       |
| 23. Juni | Albert von Oppenheim             | deutscher Bankier und Kunstsammler | 77    |       |
| 24. Juni | Catharine Jacobi                 | deutsche Theaterschauspielerin | 74    |       |
| 24. Juni | Luke Furner                      | australischer Politiker (South Australia) |       |       |
| 24. Juni | Robert S. Murphy                 | US-amerikanischer Politiker | 50    |       |
| 24. Juni | Robert Schade                    | US-amerikanischer Maler | 51    |       |
| 24. Juni | George Stuart White              | britischer Feldmarschall | 76    |       |
| 25. Juni | Lawrence Alma-Tadema             | britischer Maler und Zeichner | 76    |       |
| 25. Juni | Joseph Altenweisel               | römisch-katholischer Bischof, Fürstbischof von Brixen                                                                                             | 60    |       |
| 25. Juni | Julius Gauhe                     | deutscher Textilfabrikant und -färber | 77    |       |
| 26. Juni | Anthony C. Higgins               | US-amerikanischer Politiker | 71    |       |
| 27. Juni | Andrew J. Felt                   | US-amerikanischer Politiker | 78    |       |
| 27. Juni | Joseph Albert Hautle             | Schweizer Politiker (Katholisch-Konservative) | 70    |       |
| 28. Juni | Albert Bolze                     | deutscher Jurist, Senatspräsident am Reichsgericht                                                                                                | 78    |       |
| 28. Juni | August Döring                    | deutscher Lehrer, Gymnasialdirektor und Philosoph                                                                                                 | 78    |       |
| 28. Juni | Franz Pfeuffer                   | österreichischer Ingenieur | 59    |       |
| 28. Juni | Josef Václav Sládek              | tschechischer Schriftsteller, Dichter, Journalist und Übersetzer                                                                                  | 66    |       |
| 29. Juni | Emil Peschel                     | deutscher Historiker, Sprachwissenschaftler und Museumsdirektor                                                                                   | 76    |       |
| 29. Juni | Eberhard zu Solms-Sonnenwalde    | deutscher Diplomat | 86    |       |
| 30. Juni | Benedikt Bachmeier senior        | deutscher Gutsbesitzer und Politiker, MdR | 60    |       |
| 30. Juni | Franz Schellong                  | deutscher Richter und Verwaltungsjurist in Preußen                                                                                                | 75    |       |